# 單一用途發展

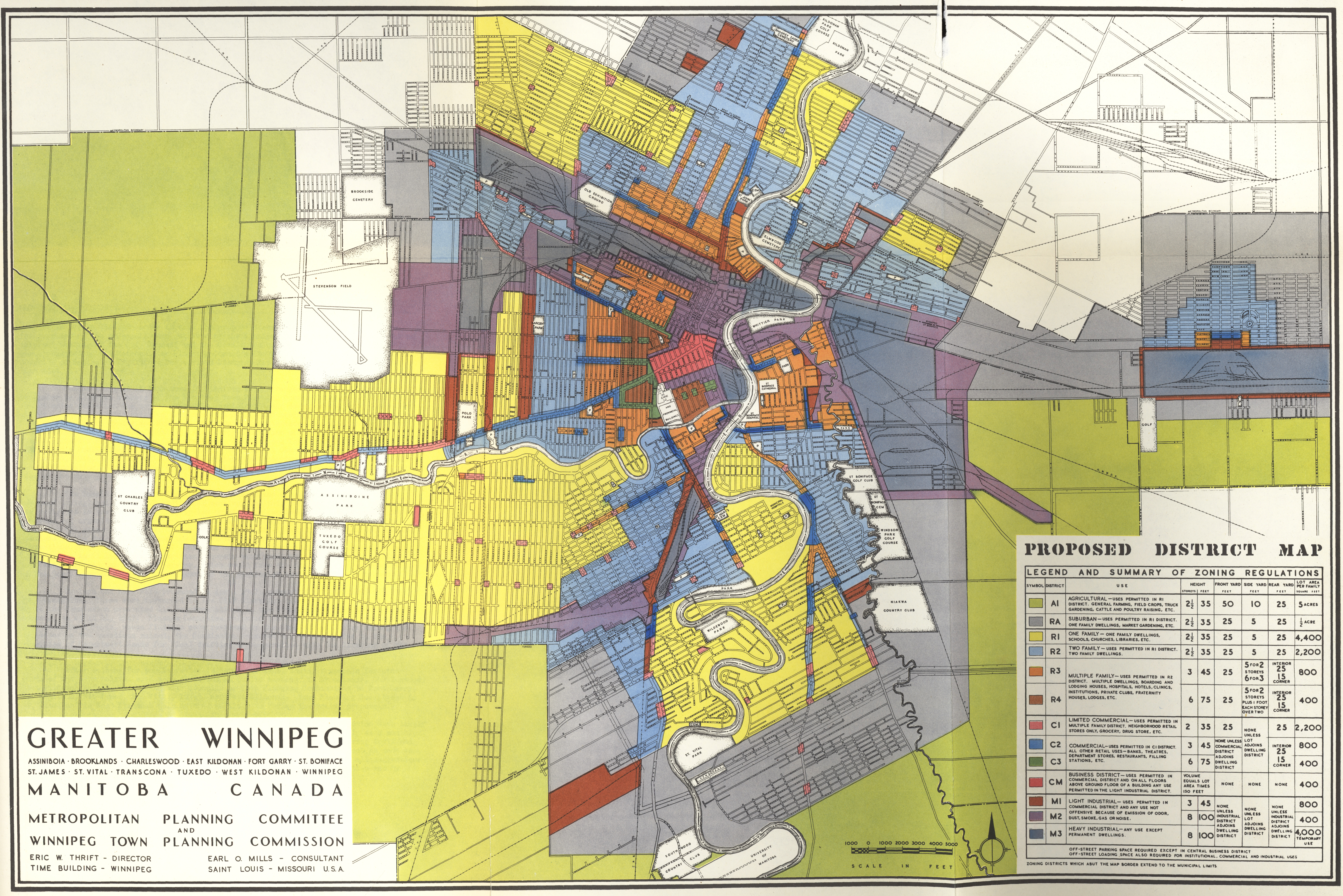
单一用途开发一例（大溫尼伯地區地图，1947）

單一用途發展（英語：single-use zoning），通常也被称为歐幾里得分區制（Euclidian zoning），是一种控制城市土地使用的规划方法。最早的单功能分区实践见于1900年代早期的美國纽约市，用于引导因移民带来的快速人口增长。土地按照功能被政府分为住宅、商业区和工业等区域。

## 說明
单功能分区被称为歐幾里得分區制，是因為它在俄亥俄州欧几里得市的一樁的司法案件——欧几里德村诉安布勒地产公司案（ 272 U.S. 365 (1926)）中獲得了合憲的地位。
自首次實施以來，單功能區劃就成了主導北美的區劃制度，大约有92%的美国城市采用了单功能区划。單功能分區制所产生的划分土地利用模式的可预测模型被许多评论家指责为在美国和其他地方明显的土地利用规划中出现的许多问题中起直接作用。批评者认为单功能分区导致了城市形态单调，比如催生了曼哈顿岛的蛋糕式摩天大楼；同时，单功能分区作为一个基本模型难以在城市中日益复杂的社会、政治和环境挑战中提供合适的解决方案。

## 批判
欧几里得式分区所衍生的问题包括城市蔓延、都市衰退、环境污染、社会经济地位、负面经济影响和总体下降的生活质量。与高度分离的土地使用相关的土地使用因在受到上述问题影响的社区康复方面充满了法律障碍而受到批判。
简·雅各布斯在其著作《美国大城市的死与生》中批判了单功能区划。她认为单功能区划导致了市政基础设施和社会资本的破败，并导致了永久贫困社区的形成。
批评者还认为，将各种日常需要的用途分离开使步行变得不可能，人们不得不开车去满足他们的日常需要，导致了交通的增加。单功能区划和城市蔓延也被批评为使工作和家庭的平衡更难实现，因为融合不同的生活领域需要更大的距离跨度。